# Zajączków (gromada)
Zajączków – dawna gromada, czyli najmniejsza jednostka podziału terytorialnego Polskiej Rzeczypospolitej Ludowej w latach 1954–1972.
Gromady, z gromadzkimi radami narodowymi (GRN) jako organami władzy najniższego stopnia na wsi, funkcjonowały od reformy reorganizującej administrację wiejską przeprowadzonej jesienią 1954 do momentu ich zniesienia z dniem 1 stycznia 1973, tym samym wypierając organizację gminną w latach 1954–1972.
Gromadę Zajączków z siedzibą GRN w Zajączkowie utworzono – jako jedną z 8759 gromad na obszarze Polski – w powiecie kieleckim w woj. kieleckim, na mocy uchwały nr 13c/54 WRN w Kielcach z dnia 29 września 1954. W skład jednostki weszły obszary dotychczasowych gromad Zajączków, Lesica i Miedzianka (bez wsi Podpolichno) oraz wsie Wesoła, Ruda i część kolonii Ruda z dotychczasowej gromady Wesoła ze zniesionej gminy Zajączków w tymże powiecie. Dla gromady ustalono 17 członków gromadzkiej rady narodowej.
1 stycznia 1959 do gromady Zajączków przyłączono obszar zniesionej gromady Gnieździska oraz wieś Gałęzice i kolonię Skałka ze zniesionej gromady Rykoszyn w tymże powiecie.
31 grudnia 1959 do gromady Zajączków przyłączono obszar zniesionej gromady Bolmin w tymże powiecie.
Gromada przetrwała do końca 1972 roku, czyli do kolejnej reformy gminnej.